# Шункейра-де-Еспаданедо
Шункейра-де-Еспаданедо (гал. Xunqueira de Espadanedo, ісп. Junquera de Espadañedo) — муніципалітет в Іспанії, у складі автономної спільноти Галісія, у провінції Оренсе. Населення — 962 осіб (2009).
Муніципалітет розташований на відстані близько 390 км на північний захід від Мадрида, 19 км на схід від Оренсе.
Муніципалітет складається з таких паррокій: Ніньйодагія, Ос-Пенсос, Раміль, Шункейра-де-Еспаданедо.

## Демографія
Динаміка населення (INE ):

## Галерея зображень

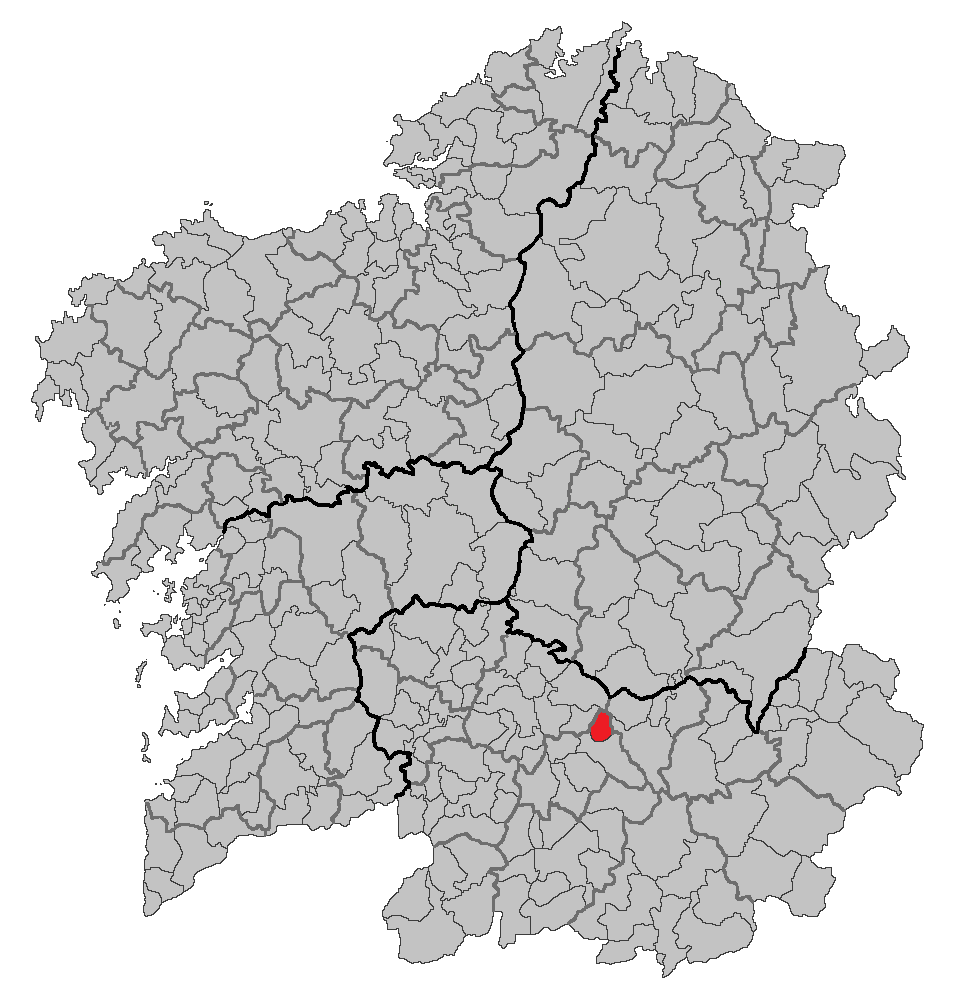
Розташування муніципалітету